# اندی پریش
اندی پریش (انگلیسی: Andy Parrish؛ زادهٔ ۲۲ ژوئن ۱۹۸۸) بازیکن فوتبال اهل بریتانیا است.
از باشگاه‌هایی که در آن بازی کرده‌است می‌توان به باشگاه فوتبال مورکم و باشگاه فوتبال بری اشاره کرد.